# SR Brașov
SR Brașov byl rumunský fotbalový klub z Brašova, který působil v Liga III. Klub byl založen v roce 1936 jako FC Brașov a svoje domácí utkání hrál na stadionu Stadionul Silviu Ploeșteanu s kapacitou 8 800 diváků. V roce 2015 začaly finanční problémy klubu, které vedly až k insolvenci a krachu. V létě 2017 byl oznámen návrat pod názvem SR Brașov a tým byl umístěn do 3. nejvyšší soutěže.